# 马达琳·默里·奥海尔

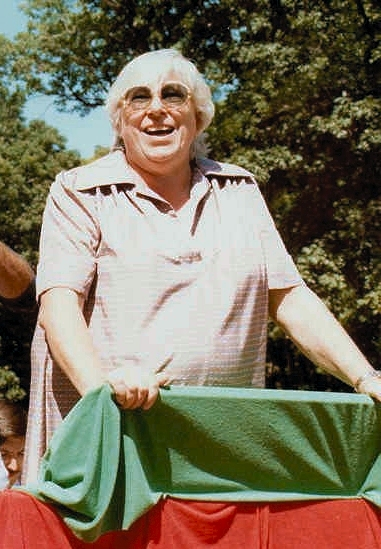
马达琳·默里·奥海尔

马达琳·默里·奥海尔（Madalyn Murray O'Hair，1919年4月13日—1995年9月29日），美国活动家，支持无神论和政教分离。1963年，她建立了美国无神论者协会，直到1986年担任其主席，此后她的儿子接任。奥海尔曾因反对公立学校强制祈祷和阅读圣经多次提起诉讼，其诉求得到后续最高法院的支持，判决公立学校强制进行祈祷等宗教活动违宪。1968年，因为阿波罗8号宇航员在执行任务向全球观众直播时朗读《创世记》，奥海尔起诉了美国国家航空航天局要求禁止此类活动。虽然她的起诉被驳回，但是国家航空航天局在此后的航天活动中要求宇航员避免公开进行宗教活动。
兒子威廉成最後突然決志皈依基督信仰並擔任浸信會牧師，並致力恢復信仰。奥海尔對此表示：「我與他徹底永遠斷絕關係，他不值得人類的寬恕⋯⋯」。
1995年，由于经济纠纷，奥海尔与她的儿子在德克萨斯州奥斯丁慘遭无神论者协会前雇员、假释重犯大衛·羅蘭·沃特斯绑架并被分屍、焚屍杀害。